# August Gil Matamala
August Gil i Matamala (Barcelona, 19 de setembre de 1934) és un advocat català especialitzat en drets humans.

## Família
August Gil és fill d'Augusto Gil Cánovas (Múrcia, ca. 1910 - l'Hospitalet de Llobregat, 2 d'abril de 1969), mestre de professió, i de Mercè Matamala Verdú (1915-2019). Casat amb Isabel Giner i de San Julián, és pare d'Ariadna Gil i cunyat de Salvador Giner.
Va ser sogre de David Trueba.

## Biografia
Gil Matamala té una llarga i prestigiosa trajectòria en l'àmbit de la defensa i extensió dels Drets Humans. Entre el 1960 i el 1975 va defensar en judici a militants de Comissions Obreres davant el Tribunal d'Ordre Públic i a independentistes catalans de Terra Lliure en l'Operació Garzón. Presideix l'associació Advocats Europeus Demòcrates (AED), constituïda a Estrasburg l'any 1990 i dedicada a la defensa dels drets ciutadans, la preservació de la independència dels advocats i la lluita per la instauració d'un dret europeu democràtic i progressista. S'ha mostrat partidari d'una sortida negociada al contenciós basc i en la lluita contra ETA, raó per la qual ha estat sovint atacat per òrgans de comunicació com ara Libertad Digital, dirigida per Federico Jiménez Losantos. El 2007 va rebre la Creu de Sant Jordi.
El 13 d'octubre de 2012 fou escollit el vuitanta-cinquè de la llista de la CUP-Alternativa d'Esquerres per Barcelona a les eleccions al Parlament de Catalunya de 2012, amb l'objectiu de tancar la llista de la circumscripció, juntament amb el futbolista Oleguer Presas i l'escriptor Julià de Jòdar, vuitanta-tresè i vuitanta-quatrè respectivament. L'any 2013 va rebre el Premi Memorial Lluís Companys de la Fundació Josep Irla.
A les eleccions municipals de 2015 fou escollit en quaranta-unè lloc de la CUP-Capgirem Barcelona, amb l'objectiu de tancar la llista de Barcelona, juntament amb els diputats al Parlament per la CUP David Fernàndez i Isabel Vallet, trenta-novè i quarantena respectivament.
A la tardor del 2017 David Fernàndez i Anna Gabriel van publicar la biografia August Gil Matamala: Al principi de tot hi ha la guerra amb l'editorial Sembra Llibres.